# Thiacidas
Thiacidas é um gênero de traça pertencente à família Arctiidae.